# Kettenbund
Als Kettenbund wird ein Geheimbund von 31 Bündner Offizieren und Staatsmännern zur Zeit der Bündner Wirren bezeichnet. Der Bund wurde am 6. Februar 1637 in Chur im Hause des Bürgermeisters Gregor Meyer geschlossen mit dem Ziel, die Franzosen aus Graubünden zu vertreiben und das Veltlin zurückzugewinnen.

## Vorgeschichte

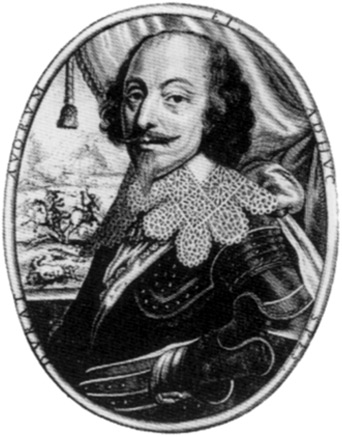
Henri de Rohan

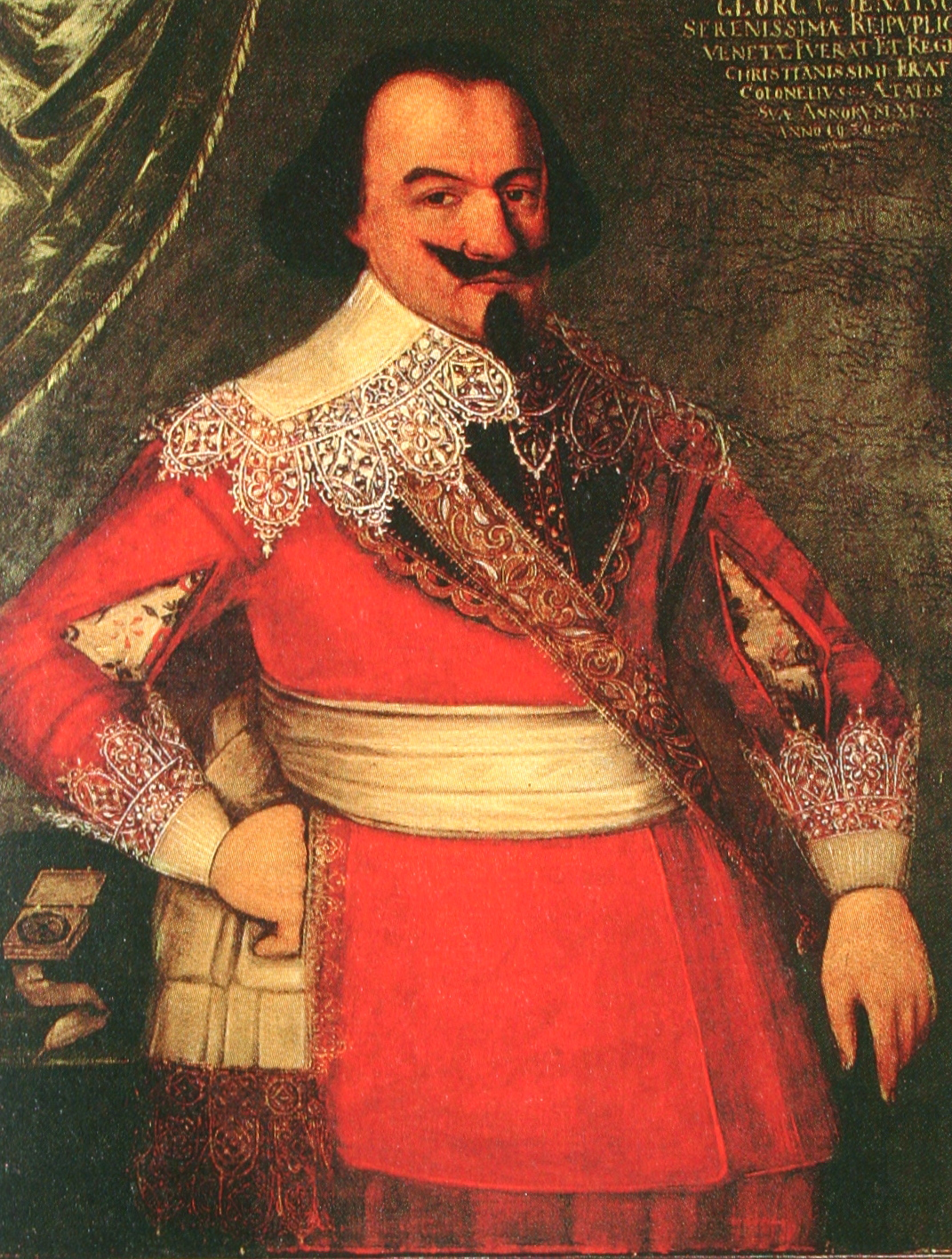
Jenatsch 1636

1635 wurde das Veltlin von Herzog von Rohan im Auftrag Frankreichs eingenommen. Bündner Offiziere in französischen Diensten ärgerten sich darüber, dass sich die Verhandlungen über die Rückgabe des Veltlins an die Drei Bünde in die Länge zogen. Zudem waren viele Offiziere wegen ausstehender Soldzahlungen in finanzielle Probleme geraten.
Im Herbst 1636 entstanden erste Pläne zur Vertreibung der Franzosen. Dabei waren die Bündner jedoch auf fremde Hilfe angewiesen; Kontakte zu Spanien und Österreich wurden intensiviert. Eine grosse Rolle dabei spielte Jörg Jenatsch, der nach wie vor offiziell im Dienste des Herzogs Henri de Rohan stand, in Wirklichkeit jedoch ein Doppelspiel betrieb.
Ende 1636 schickte der Bündner Bundstag eine Delegation nach Innsbruck. Vordergründig, um die nachbarlichen Verhältnisse zu diskutieren, tatsächlich aber, um über die Vertreibung der Franzosen und die Rückgabe des Veltlins zu verhandeln.

## Kettenbund
Am 6. Februar 1637 erstattete Jenatsch den Mitgliedern des gleichentags gegründeten Kettenbundes darüber Bericht. Im Bund vertreten waren 31 einflussreiche Persönlichkeiten aller politischen Lager. Jenatsch selbst war nicht Mitglied des Bundes, setzte sich aber im Hintergrunde sehr für dessen Ziele ein.  Mit Ausnahme der aus Familientradition an Frankreich festhaltenden Familie von Salis gab es gegen die Verbündung mit dem Gegner und dem damit verbundenen Verrat kaum Opposition.

## Vertreibung Rohans
Am  21. März 1637 zog Jenatsch mit einer Truppe von 3000 Mann vor die Rohanschanze bei Landquart. Am 26. März kapitulierte Rohan, der mit seiner Truppe von rund 1000 Mann unterlegen war. Am 5. Mai wurde er in Chur als Freund der Bündner mit allen Ehren verabschiedet. In seiner Kapitulationsurkunde erstattete er die Untertanenländer Veltlin, Bormio und Chiavenna den Bündnern zurück. Gleichentags verließen die letzten französischen Truppen die Drei Bünde.